# Pacaya

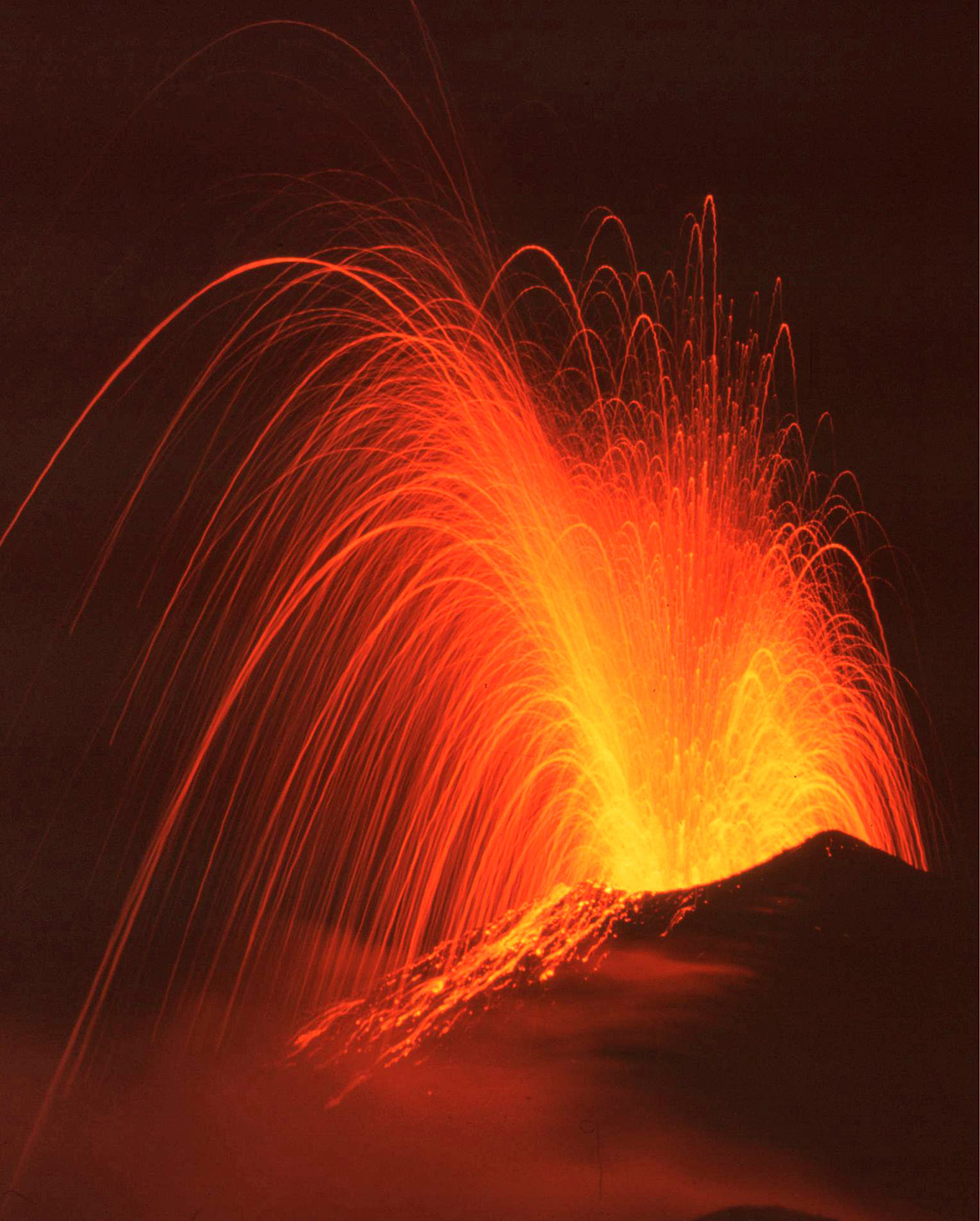
Pacaya under ett utbrott 1992.

Pacaya är en aktiv 2 552 meter hög komplex vulkan i Guatemala. Den har varit aktiv i åtminstone 23 000 år, och har haft 23 utbrott sedan den spanska erövringen på 1500-talet. Vulkanen är en turistattraktion och ligger nära Antigua Guatemala och cirka 25 – 30 kilometer söder om Guatemala City.